# BRM P15
 (décembre 2024).
Si vous disposez d'ouvrages ou d'articles de référence ou si vous connaissez des sites web de qualité traitant du thème abordé ici, merci de compléter l'article en donnant les références utiles à sa vérifiabilité et en les liant à la section « Notes et références ».
Chronologie des modèles (1951)
Aucun BRM P25
La BRM P15 est une monoplace de Formule 1 engagée par l'écurie britannique British Racing Motors aux Grands Prix de Grande-Bretagne, d'Italie et d'Espagne 1951.

## Historique
La BRM P15 fait ses débuts en Grande-Bretagne avec Reg Parnell et Peter Walker. Le premier part vingtième et finit cinquième et le second part dix-neuvième et finit septième. C'est la seule course où la P15 franchit la ligne d'arrivée. En Italie, Reg Parnell et Hans Stuck ne prennent pas part à la course à cause de problèmes moteurs et Ken Richardson à cause d'un problème de licence. En Espagne, Parnell déclare forfait.

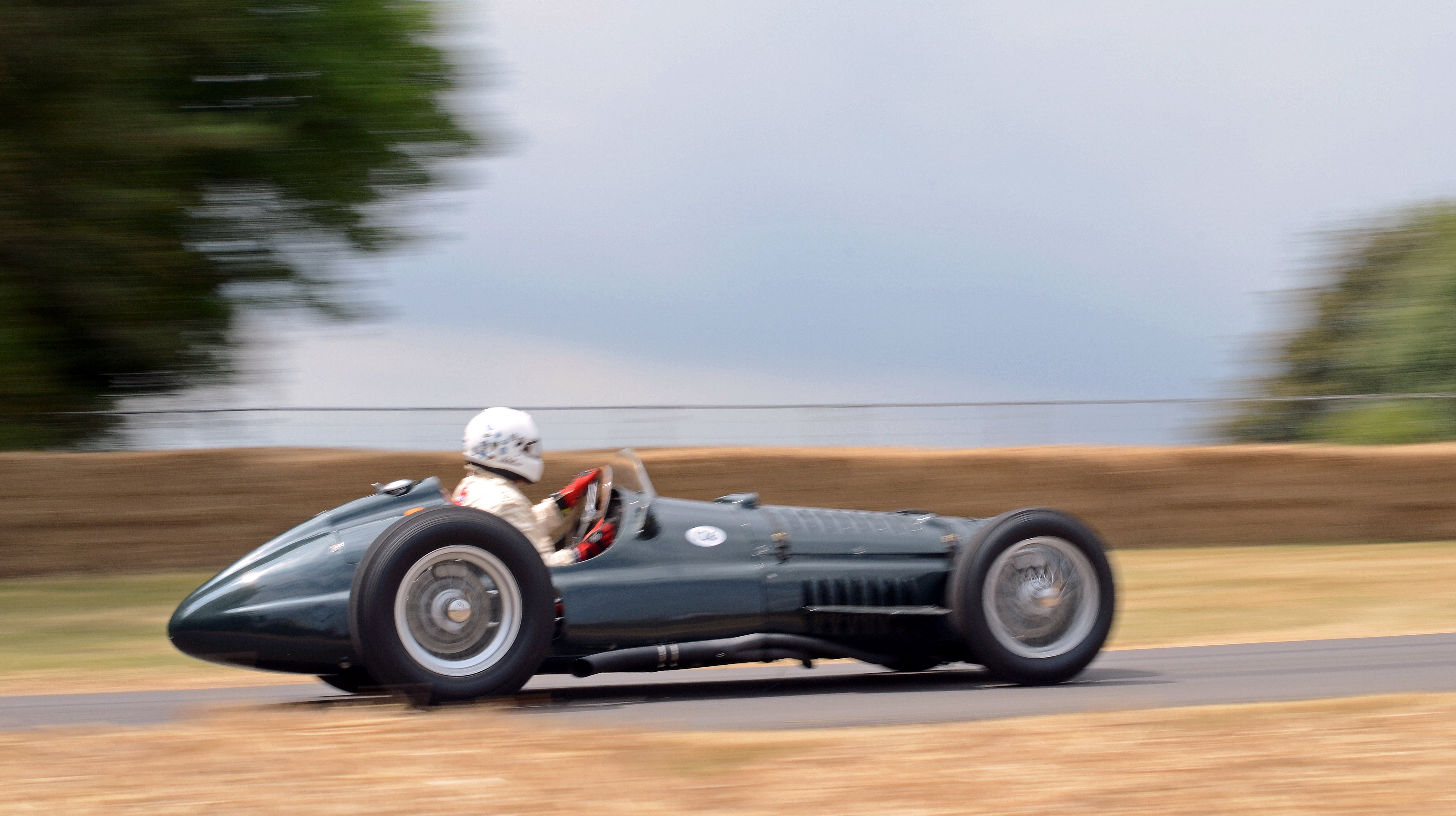
Une BRM P15 lors d'une démonstration en 2018.